# 方毅华
方毅华（1917年—1981年），原名方福柏，男，湖北大悟人，中华人民共和国军事人物，中国人民解放军少将，第五届全国人大代表。